# Olympische Sommerspiele 1960/Kanu – Einer-Kajak 4 × 500 m (Männer)
Die Wettkämpfe in der Einer-Kajak-Staffel über 4-mal 500 Meter bei den Olympischen Sommerspielen 1960 wurde vom 26. bis 29. August auf dem Albaner See in der Nähe von Rom ausgetragen.
Es war die einzige Austragung dieser Staffel bei Olympischen Spielen.
Das deutsche Team konnte den Wettbewerb, der aus jeweils drei Vorläufen, Hoffnungsläufen, Halbfinals und dem Finale bestand am Ende für sich entscheiden.

## Ergebnisse

### Vorläufe

#### Lauf 1
| Rang | Athleten                                                                | Nation             | Zeit        |
| ---- | ----------------------------------------------------------------------- | ------------------ | ----------- |
| 1    | Ruud Knuppe Cees Lagrand Antonius Geurts Guillaume Weijzen              | Niederlande        | 8:04,32 min |
| 2    | Ronald Rhodes Raymond Blick Robert Lowery Edward Cronk                  | Großbritannien     | 8:17,29 min |
| 3    | Walter Buchgraber Hermann Salzner Karl Leitner Herbert Wiedermann       | Österreich         | 8:20,16 min |
| 4    | Hans Straub Werner Weber Robert Zika Roland Huber                       | Schweiz            | 8:26,40 min |
| 5    | Russell Dermond Charles Lundmark Robert O’Brien John Pagkos             | Vereinigte Staaten | 8:29,21 min |
| —    | Ladislav Čepčianský Miroslav Pavelec Vladimír Špaček František Vršovský | Tschechoslowakei   | DSQ         |

#### Lauf 2
| Rang | Athleten                                                              | Nation      | Zeit        |
| ---- | --------------------------------------------------------------------- | ----------- | ----------- |
| 1    | Paul Lange Günter Perleberg Friedhelm Wentzke Dieter Krause           | Deutschland | 7:54,38 min |
| 2    | Igor Pissarew Anatoli Kononenko Fedir Ljachowskyj Wolodymyr Natalucha | Sowjetunion | 8:00,36 min |
| 3    | Helmuth Nyborg Sørensen Arne Høyer Erling Jessen Erik Hansen          | Dänemark    | 8:03,55 min |
| 4    | Cesare Zilioli Renato Ongari Alberto Schiavi Annibale Berton          | Italien     | 8:10,76 min |
| 5    | Henri Verbrugghe Germain Van der Moere Robert De Waele Yvan Decock    | Belgien     | 8:44,33 min |
| 6    | Henri Amazouze Jean Houde Pierre Derivery Jean Friquet                | Frankreich  | 8:44,33 min |

#### Lauf 3
| Rang | Athleten                                                               | Nation     | Zeit        |
| ---- | ---------------------------------------------------------------------- | ---------- | ----------- |
| 1    | Imre Szöllősi Imre Kemecsey András Szente György Mészáros              | Ungarn     | 7:50,51 min |
| 2    | Carl von Gerber Åke Nilsson Gert Fredriksson Sven-Olov Sjödelius       | Schweden   | 7:56,24 min |
| 3    | Mircea Anastasescu Aurel Vernescu Ion Siderin Stavru Teodorov          | Rumänien   | 7:59,81 min |
| 4    | Stefan Kapłaniak Władysław Zieliński Ryszard Skwarski Ryszard Marchlik | Polen      | 8:06,98 min |
| 5    | Dennis Green Barry Stuart Phillip Coles Allan Livingstone              | Australien | 8:17,52 min |
| 6    | Juhani Helenius Paavo Vaskio Torbjörn Blomqvist Rolf Björklund         | Finnland   | 8:21,38 min |

### Hoffnungsläufe

#### Lauf 1
| Rang | Athleten                                                          | Nation     | Zeit        |
| ---- | ----------------------------------------------------------------- | ---------- | ----------- |
| 1    | Cesare Zilioli Renato Ongari Alberto Schiavi Annibale Berton      | Italien    | 8:06,48 min |
| 2    | Dennis Green Barry Stuart Phillip Coles Allan Livingstone         | Australien | 8:13,22 min |
| 3    | Walter Buchgraber Hermann Salzner Karl Leitner Herbert Wiedermann | Österreich | 8:23,90 min |

#### Lauf 2
| Rang | Athleten                                                               | Nation             | Zeit        |
| ---- | ---------------------------------------------------------------------- | ------------------ | ----------- |
| 1    | Helmuth Nyborg Sørensen Arne Høyer Erling Jessen Erik Hansen           | Dänemark           | 7:58,40 min |
| 2    | Stefan Kapłaniak Władysław Zieliński Ryszard Skwarski Ryszard Marchlik | Polen              | 8:06,80 min |
| 3    | Russell Dermond Charles Lundmark Robert O’Brien John Pagkos            | Vereinigte Staaten | 8:18,51 min |
| 4    | Henri Amazouze Jean Houde Pierre Derivery Jean Friquet                 | Frankreich         | 8:20,87 min |

#### Lauf 3
| Rang | Athleten                                                           | Nation   | Zeit        |
| ---- | ------------------------------------------------------------------ | -------- | ----------- |
| 1    | Mircea Anastasescu Aurel Vernescu Ion Siderin Stavru Teodorov      | Rumänien | 7:58,61 min |
| 2    | Juhani Helenius Paavo Vaskio Torbjörn Blomqvist Rolf Björklund     | Finnland | 8:09,43 min |
| 3    | Henri Verbrugghe Germain Van der Moere Robert De Waele Yvan Decock | Belgien  | 8:11,24 min |
| 4    | Hans Straub Werner Weber Robert Zika Roland Huber                  | Schweiz  | 8:36,57 min |

### Halbfinalläufe

#### Lauf 1
| Rang | Athleten                                                               | Nation      | Zeit        |
| ---- | ---------------------------------------------------------------------- | ----------- | ----------- |
| 1    | Igor Pissarew Anatoli Kononenko Fedir Ljachowskyj Wolodymyr Natalucha  | Sowjetunion | 7:53,86 min |
| 2    | Stefan Kapłaniak Władysław Zieliński Ryszard Skwarski Ryszard Marchlik | Polen       | 7:57,54 min |
| 3    | Ruud Knuppe Cees Lagrand Antonius Geurts Guillaume Weijzen             | Niederlande | 7:58,44 min |
| 4    | Cesare Zilioli Renato Ongari Alberto Schiavi Annibale Berton           | Italien     | 7:59,21 min |

#### Lauf 2
| Rang | Athleten                                                         | Nation      | Zeit        |
| ---- | ---------------------------------------------------------------- | ----------- | ----------- |
| 1    | Paul Lange Günter Perleberg Friedhelm Wentzke Dieter Krause      | Deutschland | 7:43,92 min |
| 2    | Helmuth Nyborg Sørensen Arne Høyer Erling Jessen Erik Hansen     | Dänemark    | 7:52,29 min |
| 3    | Carl von Gerber Åke Nilsson Gert Fredriksson Sven-Olov Sjödelius | Schweden    | 7:55,05 min |
| 4    | Juhani Helenius Paavo Vaskio Torbjörn Blomqvist Rolf Björklund   | Finnland    | 8:21,25 min |

#### Lauf 3
| Rang | Athleten                                                      | Nation         | Zeit        |
| ---- | ------------------------------------------------------------- | -------------- | ----------- |
| 1    | Imre Szöllősi Imre Kemecsey András Szente György Mészáros     | Ungarn         | 7:50,03 min |
| 2    | Mircea Anastasescu Aurel Vernescu Ion Siderin Stavru Teodorov | Rumänien       | 7:58,21 min |
| 3    | Dennis Green Barry Stuart Phillip Coles Allan Livingstone     | Australien     | 8:09,02 min |
| 4    | Ronald Rhodes Raymond Blick Robert Lowery Edward Cronk        | Großbritannien | 8:11,52 min |

### Finale
| Rang | Athleten                                                               | Nation      | Zeit        |
| ---- | ---------------------------------------------------------------------- | ----------- | ----------- |
| 1    | Paul Lange Günter Perleberg Friedhelm Wentzke Dieter Krause            | Deutschland | 7:39,43 min |
| 2    | Imre Szöllősi Imre Kemecsey András Szente György Mészáros              | Ungarn      | 7:44,02 min |
| 3    | Helmuth Nyborg Sørensen Arne Høyer Erling Jessen Erik Hansen           | Dänemark    | 7:46,09 min |
| 4    | Stefan Kapłaniak Władysław Zieliński Ryszard Skwarski Ryszard Marchlik | Polen       | 7:49,93 min |
| 5    | Igor Pissarew Anatoli Kononenko Fedir Ljachowskyj Wolodymyr Natalucha  | Sowjetunion | 7:50,72 min |
| 6    | Mircea Anastasescu Aurel Vernescu Ion Siderin Stavru Teodorov          | Rumänien    | 7:53,00 min |

## Weblink
- Ergebnisse